# 안전지대 VIII~태양
| 전문가 평가          | 전문가 평가 |
| 평가 점수            | 평가 점수   |
| 출처                 | 점수        |
| -------------------- | ----------- |
| CD 저널              | 긍정적      |
| TOWER RECORDS ONLINE | 긍정적      |

《안전지대 VIII~태양》(일본어: 安全地帯VII〜夢の都 안젠치타이에이토~타이요오[*])은 일본의 록 밴드 안전지대의 여덟 번째 스튜디오 음반이다. 1991년 12월 11일, 유니버셜 뮤직에서 발매되었으며, 전작 《안전지대 VII~꿈의 도시》 이후 약 1년 5개월 만에 발매되었으며 1990년 재개 이후 두 번째 음반이다. 모든 곡은 마츠이 고로가 작사하고 타마키 코지가 작곡했으며 카네코 쇼헤이가 프로듀싱했다.
녹음은 같은 해 일본에서 이루어졌으며, 〈태양〉을 제외한 나머지 게스트 뮤지션은 이전 음반에 계속 참여하지 않았고 안전지대에 속한 5명만이 이 곡을 연주했다. 또한 이 작품이 발매되기 전 라이브 투어 안전지대 VIII MUSICAL FARMER'S TOUR가 시작되었고, 이 작품의 녹음은 투어와 동시에 진행되었다.

## 배경
전작 《안전지대 VII~꿈의 도시》 발매 후 투어는 원래 타마키 단독 투어로 계획되었으나, 갑자기 8월 15일, 사가미하라 시립 문화회관에서 1991년 1월 31일, 오사카성 홀까지 안전지대 투어로 변경되었다.
이 기간 동안 타마키는 싱글 〈가슴의 진자〉 (1987년)를 작곡하며 배우 겸 가수 야쿠시마루 히로코와 친분을 쌓았고, 1991년 1월, 하와이에서 결혼해 재혼했다. 결혼 발표 당시 인기 아이돌과 뮤지션의 결혼은 큰 커플(1998년 6월 이혼)의 탄생이라는 보도가 널리 퍼졌다.
또 동시기에 동밴드는 새로운 소속사 Musical Farmaer's Production을 설립, 사무소명에는 "초심으로 돌아가자"라는 의미도 포함해, 아사히카와에 거점을 두고 있던 시대의 합숙소와 같은 이름이 붙여졌다. 동사무소에는 지금까지 프로듀서로서 관여하고 있던 카네코 쇼헤이나, 매니저로서 오랜 세월 동행하고 있던 사카이 유지도 참가하게 되었다. 이 신사무소 설립에 관해서 카네코는 "스스로 자신의 일은 해 나가고 싶다"라고 하는 생각으로부터 설립에 이른 것을 이야기해, 운영이 잘 되지 않았을 경우는 해산도 시야에 넣고 있었다.

## 음악성
타마키 코지의 자전본 《타마키 코지 행복해지기 위해 태어난 거니까》에 있어서 저자 시다 아유미는, 《밴드가 처해 있던 매운맛을, 어떻게 보면 문서적인 파워로서 승화한 첨예한 록·앨범》이라고 본작을 위치시키고 있어, 본작과 전작 《안전지대 VII~꿈의 도시》 (1990년)에 관해서 동책에서는 "지금까지의 작품과 같이 세일즈면에서의 압박에 시달리는 일 없이, 자신들이 본래 만들고 싶었던 것을 만들고 있다고 하는 리얼리티가 강하게 느껴진다"라고 표기하고 있다.

## 곡 목록
작사는 모두 마츠이 고로가 맡았고, 작곡은 모두 타마키 코지가 맡았다.
| #  | 제목                                                                 | 재생 시간 |
| -- | -------------------------------------------------------------------- | --------- |
| 1. | 〈1991년부터의 경고 (1991年からの警告)〉                             | 5:06      |
| 2. | 〈태양 (太陽)〉                                                      | 5:55      |
| 3. | 〈꽃피는 언덕 (花咲く丘)〉                                           | 4:46      |
| 4. | 〈언제나 너의 곁에 (いつも君のそばに)〉                              | 5:25      |
| 5. | 〈친구 (ともだち)〉                                                  | 3:58      |
| 6. | 〈나는 어딘가 미쳤는지도 몰라 (俺はどこか狂っているのかもしれない)〉 | 3:06      |

| #   | 제목                                                 | 재생 시간 |
| --- | ---------------------------------------------------- | --------- |
| 7.  | 〈SEK'K'EN=GO〉                                      | 4:52      |
| 8.  | 〈에너지 (エネルギー)〉                              | 4:48      |
| 9.  | 〈존이 준 GUITAR (ジョンがくれたGUITAR)〉            | 2:54      |
| 10. | 〈아침 햇살에 그대가 있어서 (朝の陽ざしに君がいて)〉 | 4:23      |
| 11. | 〈황혼은 아직 멀었다 (黄昏はまだ遠く)〉              | 4:55      |